# Sándor Kónya

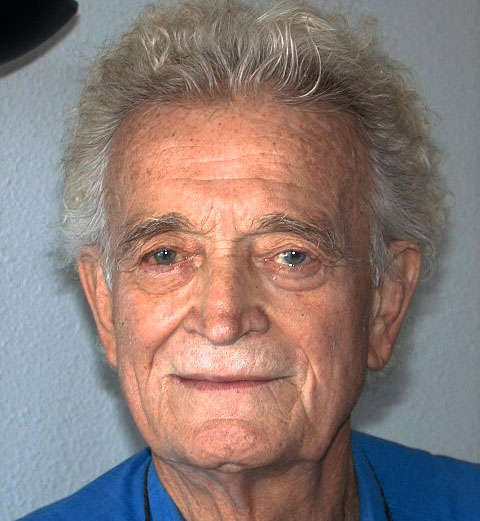
Sándor Kónya (2002).

Sándor Kónya (Sarkad, 23 settembre 1923 – Ibiza, 20 maggio 2002) è stato un tenore ungherese.

## Biografia
Studiò dapprima a Budapest e si perfezionò in seguito in Italia, debuttando in Cavalleria rusticana a Bielefeld nel 1951.
Nel 1955 venne ingaggiato dalla Deutsche Oper di Berlino imponendosi nella parte di Lohengrin, che divenne il ruolo chiave della carriera e che interpretò nei massimi teatri del mondo, a cominciare dal "tempio" della musica wagneriana di Bayreuth, dove apparve per la prima volta nel 1958.
Debuttò a Parigi nel 1959 come Lohengrin, alla Scala nel 1960 come Parsifal, al Metropolitan di New York nel 61 a alla Royal Opera House di Londra nel 63 ancora come Lohenrgrin.
Affrontò diversi altri titoli wagneriani, quali Parsifal, Il vascello fantasma, I maestri cantori di Norimberga e fu attivo anche nel repertorio italiano interpretando Lucia di Lammermoor, Il trovatore, Un ballo in maschera, La forza del destino, Aida, Don Carlo, La bohème, Tosca, La fanciulla del west, Turandot.

## Discografia

### Incisioni in studio
- Lohengrin, con Lucine Amara, Rita Gorr, Jerome Hines, William Dooley, dir. Erich Leinsdorf - 1965 RCA

### Registrazioni dal vivo
- Lohengrin, con Leonie Rysanek, Astrid Varnay, Eberhard Waechter, Ernest Blanc, dir. André Cluytens - Bayreuth 1958
- La fanciulla del west, con Dorothy Kirsten, Tito Gobbi, dir. Francesco Molinari Pradelli - San Francisco 1960
- Mefistofele, con Giorgio Tozzi, Mary Costa, dir. Francesco Molinari Pradelli - San Francisco 1963
- Aida, con Lucilla Udovich, Oralia Domínguez, Cesare Bardelli, dir. Renato Cellini - New Orleans 1964
- Lucia di Lammermoor - con Roberta Peters, Frank Guarrera, Justino Diaz, dir. Silvio Varviso - Met 1966
- I maestri cantori di Norimberga, con Thomas Stewart, Thomas Hemsley, Gerhard Unger, Franz Crass, Gundula Janowitz, dir. Rafael Kubelík - Monaco 1967
- Don Carlo (DVD), con Nicola Rossi-Lemeni, Gwyneth Jones, Sesto Bruscantini, Biserka Cvejic, dir. Oliviero De Fabritiis - Tokyo 1967
- Turandot, con Birgit Nilsson, Gabriella Tucci, dir. Zubin Mehta - Met 1968